# Kentucky Derby 1898
Kentucky Derby 1898 var den tjugofjärde upplagan av Kentucky Derby. Löpet reds den 4 maj 1898 över 1 1⁄4 miles (2 012 m). Löpet vanns av Plaudit som reds av Willie Simms och tränades av John E. Madden.
Förstapriset i löpet var 4 850 dollar. Fyra hästar deltog i löpet.

## Resultat
| P | Häst        | Jockey       | Tränare        | Land | Tid     |
| - | ----------- | ------------ | -------------- | ---- | ------- |
| 1 | Plaudit     | Willie Simms | John E. Madden | USA  | 2:09.00 |
| 2 | Lieber Karl | Tommy Burns  | George Walker  | USA  |         |
| 3 | Isabey      | A. Knapp     |                | USA  |         |
| 4 | Han d'Or    | Jess Conley  |                | USA  |         |

Segrande uppfödare: Dr. John D. Neet (KY)